# Таддеус Нкенг
Таддеус Нкенг Фомакуанг (фр. Taddeus Nkeng Fomakwang; нар. 26 лютого 2000, Бонабері, Камерун) — камерунський футболіст, нападник клубу ГІК.

## Життєпис
Футбольну кар'єру розпочав в камерунському «Еколь де Футбол Брассерьє дю Камерун». У 2018 році переїхав до Європи, де приєднався до молодіжної академії «Порту». Разом з «Порту» (U-19) виграв юніорський чемпіонат Португалії. Зіграв 4 матчі в Юнацькій лізі УЄФА. Напередодні старту сезону 2019/20 років переведений у другу команду «Порту», за яку дебютував 14 вересня 2019 року в програному (1:2) виїзному поєдинку 5-го туру Сегунда-Ліги проти «Ештуріла». Таддеус вийшов на поле на 80-й хвилині, замінивши Томаса Естевеша. Єдиним голом за «Порту Б» відзначився 26 січня 2020 року на 53-й хвилині переможного (5:3) поєдинку 18-го туру Сегунда-Ліги проти «Спортінга» (Ковілья). Нкенг вийшов на поле в стартовому складі, на 68-й хвилині отримав жовту картку, а на 68-й хвилині його замінив Маді Кету. Загалом у складі другої команди «Порту» зіграв 10 матчів у Сегунда-Лізі, в яких відзначився 1 голом. Також у сезоні 2019/20 років зіграв 1 матч у Міжнародному кубку Прем'єр-ліги.
23 січня 2021 року підписав 3,5-річний контракт з «Олімпіком». Наступного дня в товариському матчі проти «Спартака» (Суботиця) відзначився дебютними голами за нову команду.

## Статистика виступів

### Клубна
Станом на 2 березня 2020
| Клуб              | Сезон             | Ліга              | Ліга  | Ліга | Національний кубок | Національний кубок | Кубок ліги | Кубок ліги | Інші  | Інші | Загалом | Загалом |
| Клуб              | Сезон             | Дивізіон          | Матчі | Голи | Матчі              | Голи               | Матчі      | Голи       | Матчі | Голи | Матчі   | Голи    |
| ----------------- | ----------------- | ----------------- | ----- | ---- | ------------------ | ------------------ | ---------- | ---------- | ----- | ---- | ------- | ------- |
| «Порту Б»         | 2019–20           | Сегунда-Ліга      | 9     | 1    | –                  | –                  | –          | –          | 0     | 0    | 9       | 1       |
| Усього за кар'єру | Усього за кар'єру | Усього за кар'єру | 9     | 1    | 0                  | 0                  | 0          | 0          | 0     | 0    | 9       | 1       |

Примітки

## Титули і досягнення
- Чемпіон Фінляндії (1):

ГІК: 2021